# Merlot blanc

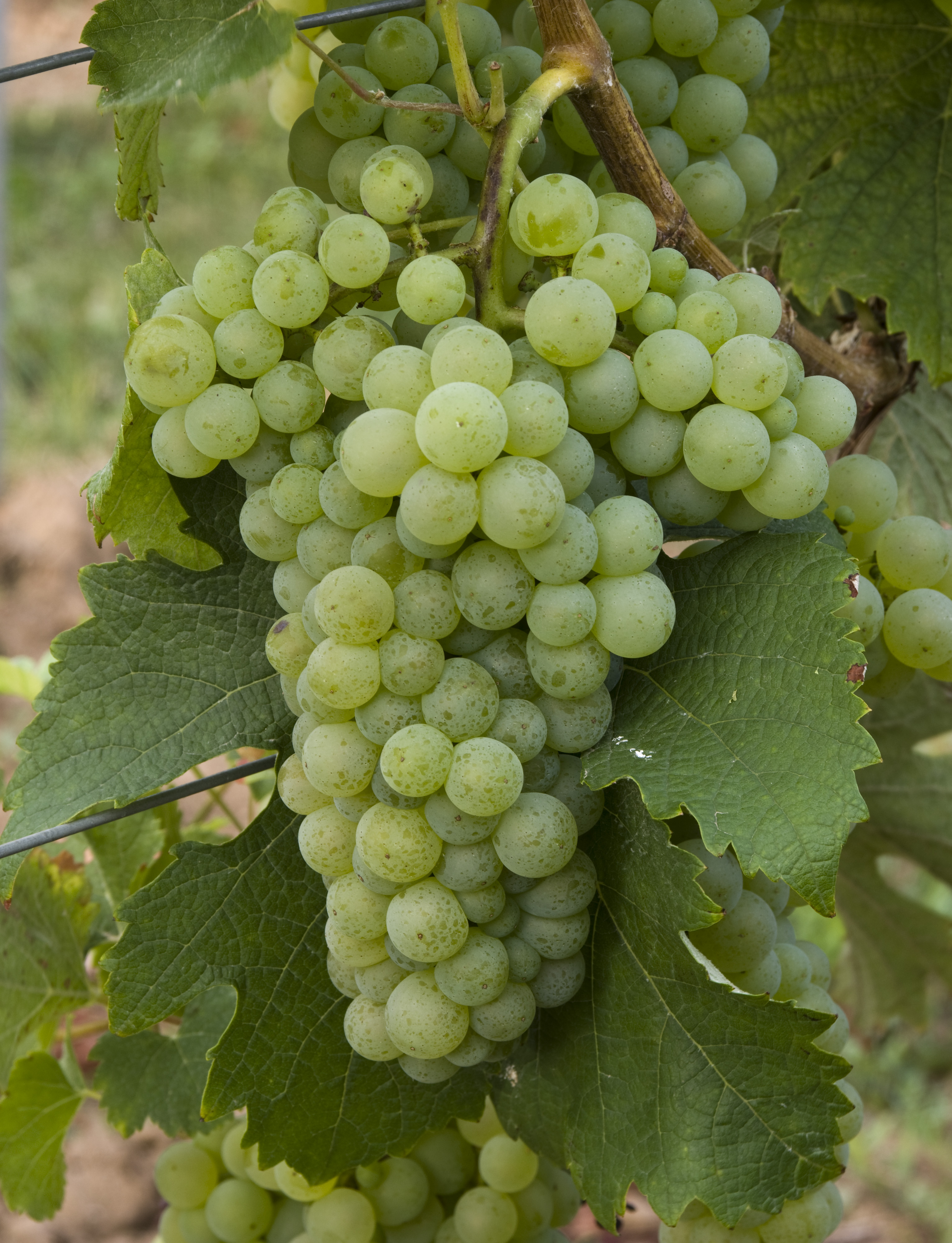
Merlot blanc

Merlot blanc is een witte Franse wijn-druivensoort ontstaan uit de natuurlijke kruising van de Bordeauxwijndruif Merlot en de Cognacdruif Folle blanche. De druivensoort verschilt van de Merlot gris, die een roze kleurmutatie van de rode wijndruif Merlot is. De Merlot blanc wordt soms gebruikt voor de productie van Vin gris of roséwijn.
De productie is sterk afgenomen. Rond 1950 was er nog 5.280 hectare geplant, in 2000 was dit teruggevallen tot 176 hectare.
De druivensoort mag niet verward worden, en heeft ook geen verband met de Californische wijn White Merlot, een wijn in de stijl van White Zinfandel, die niet op basis van deze druivensoort wordt geproduceerd.